# حمزه جلاسی
حمزه جلاسی (انگلیسی: Hamza Jelassi؛ زادهٔ ۲۹ سپتامبر ۱۹۹۱) بازیکن فوتبال اهل تونس است.
از باشگاه‌هایی که در آن بازی کرده‌است می‌توان به باشگاه فوتبال المپیک باجی، باشگاه فوتبال ستاره ساحلی، باشگاه فوتبال صفاقسی، و باشگاه فوتبال بنزرتی اشاره کرد.
وی همچنین در تیم ملی فوتبال تونس بازی کرده‌است.